# Caroline Cayeux
Pour les articles homonymes, voir Cayeux.
 (décembre 2022).
Le texte peut changer fréquemment, n’est peut-être pas à jour et peut manquer de recul. 
Le titre et la description de l'acte concerné reposent sur la qualification juridique retenue lors de la rédaction de l'article et peuvent évoluer en même temps que celle-ci.
Caroline Cayeux, née le 1er novembre 1948 à Paris, est une femme politique française.
Elle a d’abord mené une carrière d'élue locale dans le département de l’Oise en étant maire de Beauvais, de 2001 à 2022, présidente de la communauté d'agglomération du Beauvaisis depuis sa création, le 1er janvier 2004, ainsi que conseillère régionale de Picardie et présidente du groupe d'opposition de droite et du centre « Aimer la Picardie » au président socialiste Claude Gewerc,, de 2004 à 2011.
Elle a également été sénatrice de l'Oise de 2011 à 2017. Au cours de ce mandat parlementaire, elle a notamment été vice-présidente de la commission des affaires sociales du Sénat et rapporteur du budget de la Sécurité sociale (PLFSS) pour son volet "famille" à partir de 2014. 
Parallèlement à ces mandats locaux et parlementaire, elle a été présidente de l'association d'élus Villes de France, porte-voix des villes dites "moyennes", de 2014 à 2022, ainsi que présidente de l'Agence nationale de la cohésion des territoires (ANCT) depuis la création de cet établissement public, le 1er janvier 2020, jusqu'à sa nomination au gouvernement, en juillet 2022.
Elle fut ministre déléguée chargée des Collectivités territoriales sous la double tutelle du ministre de l’Intérieur Gérald Darmanin et du ministre de la Transition écologique Christophe Béchu dans le gouvernement d'Élisabeth Borne, sous la présidence d'Emmanuel Macron, du 4 juillet au 28 novembre 2022. Il a été mis fin à ses fonctions de ministre, à sa demande, par le Président de la République à la suite de la saisine de la justice par la Haute Autorité pour la transparence de la vie publique (HATVP) pour des soupçons d'évaluation mensongère de sa déclaration de patrimoine et de fraude fiscale. À la suite de cette saisine, une enquête préliminaire a été ouverte par le parquet de Paris.

## Biographie

### Ascendance
Caroline Cayeux naît Caroline Laurence Fournier le 1er novembre 1948, dans le 16e arrondissement de Paris.
Son père, Pierre Fournier (1915-1999), est pharmacien, directeur d'un groupe pharmaceutique, les Laboratoires Fournier Frères, et président du conseil de l'ordre national des pharmaciens de 1979 à 1987. Il est par ailleurs conseiller auprès du ministère du Commerce extérieur de 1951 à 1973.
Sa mère, Solange Fournier, née Lefranc (1921-2016), mère au foyer, est la fille de Robert Lefranc, fabricant de couleurs et vernis à Paris et président de la Fédération nationale des fabricants de couleurs, vernis et encres d'imprimerie, et de Geneviève Panhard, l'une des héritières du constructeur automobile Panhard. Elle est maire de la commune rurale de Blincourt, dans le département de l'Oise, de 1989 à 2005, date à laquelle c'est sa fille cadette, Dominique, qui lui succède.
Sa sœur cadette, Dominique Le Sourd, née en 1950, est elle aussi engagée dans la politique locale isarienne: elle est maire de Blincourt depuis 2005 et vice-présidente de la communauté de communes de la Plaine d'Estrées depuis 2020. Elle était également la suppléante d'Édouard Courtial pour l'élection législative dans la 7e circonscription de l'Oise de 2007. Elle a effectivement été brièvement députée d'octobre 2011 à juin 2012, quand Édouard Courtial était ministre dans le troisième gouvernement François Fillon,,. Elle était de nouveau sa suppléante à l'occasion des élections législatives de 2012.

### Mariages et descendance
En 1971, Caroline Fournier épouse Pierre Le Sourd, cardiologue. Il est successivement directeur médical puis directeur général des laboratoires Fournier (groupe Pharmuka), directeur général des laboratoires Spécia (groupe Rhône-Poulenc), puis vice-président marketing Europe de Rhône-Poulenc Rorer.
De ce mariage naissent trois enfants : Crystel, juriste (épouse, depuis 1995, de Thibault Lanxade, fils de l'amiral Jacques Lanxade et neveu par alliance du haut-fonctionnaire Jacques Dewatre, ancien président-directeur général de Luminess de 2016 à 2023 et préfet de l'Indre depuis août 2023), Pierre-Alban, exploitant agricole dans le département de l'Oise, et Daphné, psychologue. 
Le 1er juillet 1994, Caroline Fournier épouse en secondes noces Gérard Cayeux (né en 1934), ancien agriculteur à Avrigny, dans le département de l'Oise,,, et ancien trésorier de la fédération des chasseurs de l'Oise.

### Héritage
À la mort de son père, en 1999, Caroline Cayeux est administratrice (aux côtés de Philippe Marini, son collègue maire de Compiègne, sénateur de l'Oise et futur président de la commission des finances du Sénat) de plusieurs sociétés financières du groupe Didot-Bottin qui, après avoir longtemps été investi dans les publications scientifiques (notamment le Dictionnaire Vidal), a diversifié ses activités dans le commerce des fauteuils de spectacle, des alcools de fruits et des casinos.
À la mort de sa mère, en 2016, Caroline Cayeux hérite, notamment, de l'immeuble familial situé au 1, place de l'Alma, dans le 16e arrondissement de Paris, immeuble dans lequel elle est née et a toujours vécu. Elle hérite également de la maison de vacances familiale située à Dinard, en Ille-et-Vilaine, face à la mer et disposant d'un accès privatif à la plage.
À Beauvais, dont elle fut le maire de 2001 à 2022, elle est propriétaire d'un appartement situé en centre-ville face à la cathédrale Saint-Pierre de Beauvais. 
Elle est propriétaire de plusieurs autres bien dans l'Oise, notamment à Blincourt et Avrigny.[réf. nécessaire]
Elle est par ailleurs propriétaire d'un vaste domaine de chasse de 800 hectares, Beaulieu, à Souvigny-en-Sologne, où elle organise des parties de chasse lui permettant de travailler et d'entretenir son réseau politique.
Elle collectionne en outre les chevaux de trait, qui participent pour certains à la Route du poisson.
En juin 2023, le journal Libération révélait que la fortune de Caroline Cayeux s'élève à 24,4 millions d'euros.

## Formation académique
Elle a notamment eu pour camarade de classe Françoise Missoffe, future Françoise de Panafieu qui, comme elle, s'engagera en politique et sera notamment maire du 17e arrondissement et conseillère de Paris.
Caroline Cayeux est titulaire d’une licence d'anglais, d'une maîtrise de droit et d'un diplôme d'études supérieures spécialisées (DESS) de droit international privé.

## Carrière professionnelle
Caroline Cayeux commence sa carrière professionnelle et politique aux côtés d'Yvon Bourges, homme politique breton, gaulliste et plusieurs fois ministre sous les présidences du général de Gaulle et de Georges Pompidou. D’abord membre de son équipe de campagne lorsque celui-ci se présente à l'élection législative de la 6e circonscription d'Ille-et-Vilaine en juillet 1968, elle devient ensuite sa conseillère technique lorsque celui-ci est nommé Secrétaire d’État aux Affaires étrangères dans le gouvernement de Maurice Couve de Murville, en juillet 1969. Elle continue de l’accompagner quand celui-ci est reconduit dans ses fonctions dans le gouvernement de Jacques Chaban-Delmas, après la démission du général de Gaulle et l’élection de Georges Pompidou à la présidence de la République, en 1969, puis quand il est nommé ministre du Commerce et de l'Artisanat dans le gouvernement de Pierre Messmer, en 1972,,.
Elle quitte le monde des cabinets ministériels à la naissance de ses enfants.

## Parcours politique

### Adhésion au RPR et premiers mandats locaux dans l'Oise
Elle prend sa carte au Rassemblement pour la République (RPR) après la victoire de François Mitterrand à l'élection présidentielle de 1981.
Elle commence alors une carrière d'élue locale dans le département de l'Oise dont est originaire sa famille maternelle, qui y possède biens immobiliers et terres agricoles. Elle est d'abord conseillère municipale de Blincourt.

### Premières responsabilités au RPR
La carrière politique de Caroline Cayeux ne débute véritablement qu’à la fin des années 1990 quand, en 1997, Philippe Séguin, alors président du Rassemblement pour la République (RPR), la nomme à la commission exécutive du parti. L'année suivante, en 1998, le même Philippe Séguin la nomme secrétaire départementale par interim de la fédération RPR de l'Oise - son prédécesseur, Jean-François Mancel, par ailleurs président du conseil départemental de l’Oise, ayant été exclu du parti pour collusion avec le Front national de Jean-Marie Le Pen. D'abord intérimaire, Caroline Cayeux est par la suite confirmée au poste de secrétaire départementale du RPR, fonctions qu'elle continuera d'occuper jusqu'à ce qu’elle se mette elle-même en retrait en 2002, en raison de sa candidature dissidente à l'élection législative de la 1ère circonscription de l'Oise contre Olivier Dassault, ancien député de la circonscription de 1988 à 1997 officiellement investi par le parti et soutenu par le Président de la République Jacques Chirac lui-même.[réf. nécessaire]

### Élections législatives de 1997 et implantation à Beauvais
En effet, Olivier Dassault, alors député de la 1re circonscription de l'Oise depuis 1988, lui propose alors d'être sa suppléante dans le cadre des élections législatives anticipées. Si Olivier Dassault n'est pas réélu, son siège étant remporté par le candidat socialiste Yves Rome (époux de la magistrate et future ministre du Gouvernement Borne Isabelle Lonvis-Rome), la campagne électorale permet toutefois à Caroline Cayeux de découvrir la ville de Beauvais, dont une partie est comprise dans la 1re circonscription de l’Oise, de rencontrer et de se lier d'amitié avec les conseillers municipaux d'opposition au maire socialiste de l’époque en place depuis 24 ans, Walter Amsallem. De ces rencontres et amitiés, nait en elle l'idée de continuer à s'investir pour Beauvais, et notamment de se présenter aux prochaines élections municipales de mars 2001.

### Premières candidature et victoire à la mairie de Beauvais en 2001
En 2000, Caroline Cayeux crée une association, Beauvais pour tous, comme base de sa prochaine candidature à l'élection municipale beauvaisienne de mars 2001. En septembre 2000, elle inaugure sa permanence de campagne à deux pas de la mairie détenue par le socialiste Walter Amsallem depuis 1977, puis, en février 2001, présente officiellement la liste qu'elle conduit sous la bannière "Beauvais pour tous", du nom de son association qui se veut un rassemblement a-partisan de tous les Beauvaisiens.
Caroline Cayeux prend pour directeur de campagne Bastien Millot, ancien directeur de cabinet de Jean-François Copé à Meaux, considéré comme « l'organisateur de sa victoire » à l'issue du second tour[source insuffisante]. Au second tour, après avoir refusé de fusionner sa liste avec celle, dissidente, de Jacques Nehorai, elle remporte la majorité relative des voix dans un contexte de triangulaire, recueillant  47,37 % des voix contre 43,45 % pour le maire socialiste sortant. Cependant, le même jour, elle est battue aux élections cantonales auxquelles elle était aussi candidate sur le canton de Beauvais-Nord-Ouest, qui renouvelle le mandat de Georges Becquerelle, l'un des adjoints de Walter Amsallem à la mairie de Beauvais au cours du mandat municipal 1995-2001. Ainsi, à partir de 2001 et jusqu'aux élections départementales de 2015, la ville de Beauvais se caractérise par le fait d'avoir une maire de droite (RPR, UMP puis LR) en la personne de Caroline Cayeux et trois conseillers généraux socialistes. À la suite de la victoire de 2001, Caroline Cayeux fait élire Bastien Millot, le directeur de sa victorieuse campagne électorale, aux fonctions de premier adjoint, avant de l'en écarter en 2004 à la suite de fausses déclarations d’heures supplémentaires au profit d'un agent municipal.

### Années 2000 et 2010
Candidate dissidente du RPR aux élections législatives en 2002,, elle est distancée et par le sortant socialiste Yves Rome, et par le candidat officiel de l'UMP, Olivier Dassault, qui est élu.
En 2004, elle devient présidente de la communauté d'agglomération du Beauvaisis (CAB) lors de la création de cette intercommunalité. Candidate à sa succession en 2008, investie par l'UMP, elle est réélue avec un score de 58 %, face à Sylvie Houssin du Parti socialiste.
Aux élections régionales de 2004, elle prend la tête pour l'Oise de la liste UMP-UDF, menée pour l'ensemble de la Picardie par Gilles de Robien. La défaite de ce dernier et son retrait permettent à Caroline Cayeux d'entrer au conseil régional de Picardie et de présider le groupe d'opposition (UMP-UDF). Aux élections sénatoriales de septembre 2004, candidate en deuxième position sur la liste menée par Alain Vasselle, elle n'est pas élue.
Seule candidate à la primaire UMP, elle conduit la liste du parti en Picardie lors des élections régionales de 2010. Elle est battue par le président sortant socialiste Claude Gewerc.
Aux élections sénatoriales de 2011, elle figure en deuxième position sur la liste de la majorité présidentielle, menée par Philippe Marini qui recueille 54,86 % des voix. Elle est élue sénatrice de l'Oise le 25 septembre 2011.
En novembre 2012, elle se prononce contre l'ouverture du mariage aux personnes homosexuelles,.
Durant son mandat de sénatrice, de 2011 à 2017, elle propose divers amendements, visant à élargir le droit des chasseurs. Elle est propriétaire de forêts en Sologne, où selon son entourage « elle travaille ses réseaux et ses relations en y organisant des parties de chasse » et son mari, Gérard Cayeux, a été trésorier de la fédération des chasseurs de l'Oise.
Elle soutient la candidature de François Fillon à la présidence de l'UMP lors du congrès d'automne 2012 ; dans le cadre de la campagne, elle est nommée porte-parole. Elle est à nouveau candidate de l'UMP aux élections municipales de 2014. Elle mène alors la liste « Beauvais pour tous », qui remporte l'élection le 30 mars 2014 avec 57,24 % des suffrages. Elle est à nouveau maire de Beauvais le 5 avril 2014.
Le 21 janvier 2015, Caroline Cayeux est nommée, par le nouveau président de l'UMP Nicolas Sarkozy, secrétaire nationale thématique aux classes moyennes.
Le 29 juin 2015, elle est élue présidente du syndicat mixte de l'aéroport de Beauvais-Tillé (SMABT) par le comité du SMABT.
Elle soutient la candidature de François Fillon à la primaire présidentielle des Républicains de 2016. Elle s'investit également dans le mouvement de ce dernier, Force républicaine. Elle le considère comme le représentant du « gaullisme social [qu'elle a] connu avec Philippe Séguin ».
En juin 2017, dans le cadre de la loi sur le cumul des mandats, elle annonce mettre un terme à son mandat de sénatrice (à la fin du mandat) et se consacre à sa ville.
Elle ne renouvelle pas son adhésion à LR en 2018, et est réélue après les municipales de 2020 sous une étiquette divers droite,, avec le soutien de La République en marche.
Elle est présidente du conseil d'administration de l'Agence nationale de la cohésion des territoires (ANCT), depuis sa création au 1er janvier 2020 jusqu'en 2022.
En 2021, elle est alertée par la Haute Autorité pour la transparence de la vie publique, à la suite du contrôle de sa déclaration de situation patrimoniale établie en qualité de maire de Beauvais, de la forte sous-évaluation de sa résidence principale
Nommée ministre, dans un premier temps elle indique souhaiter cumuler cette fonction avec son mandat de maire, mais, contrainte par les orientations du président de la République et de la Première ministre, elle annonce le 11 juillet 2022 sa prochaine démission de la tête de la mairie de Beauvais, effective le 31 août 2022. Son premier adjoint, Franck Pia, lui succède le 9 septembre suivant.
Elle est présidente de l'association d'élus Villes de France entre le 19 juin 2014 et sa nomination au gouvernement.

### Ministre déléguée chargée des Collectivités territoriales
En tant que maire de Beauvais, présidente de la communauté d'agglomération du Beauvaisis et présidente de Villes de France, Caroline Cayeux est l'une des signataires d'une tribune d'élus, parue dans le Journal du dimanche le 21 novembre 2021, appelant Emmanuel Macron à se présenter pour un second mandat présidentiel.
Par la suite, Caroline Cayeux est un fervent soutien d'Emmanuel Macron dans le cadre de la campagne électorale pour l'élection présidentielle d'avril 2022. Elle crée notamment le Beauvaisis avec Macron dit « BAM », comité de soutien à Emmanuel Macron rassemblant un certain nombre d'élus de Beauvais et du Beauvaisis et auteur de plus d'une centaine de propositions visant à enrichir le programme électoral du président,,.

#### En fonction
Le 4 juillet 2022, elle est nommée dans le gouvernement Élisabeth Borne ministre déléguée auprès du ministre de l'Intérieur et du ministre de la Transition écologique et de la Cohésion des territoires, chargée des Collectivités territoriales, sous la double tutelle de Gérald Darmanin et de Christophe Béchu,,
Dès le 11 juillet suivant, Caroline Cayeux est visée par une tribune de parlementaires, élus locaux et militants de gauche qui, paraissant dans Têtu, appelle au départ des ministres « au passé Manif pour tous », en référence au mouvement d'opposition au projet de loi autorisant en France le mariage entre personnes de même sexe et l'adoption plénière par ces couples, dite « loi Taubira », de 2013,.
Le lendemain, 12 juillet 2022, Caroline Cayeux est interrogée à ce sujet par les journalistes de l'émission Bonjour chez Vous ! de la chaîne parlementaire Public Sénat. Lui est notamment demandé si elle maintient les propos qu'elle avait tenus en 2013 quand, alors sénatrice de l'Oise, elle s'était opposée au projet de loi Taubira en qualifiant l'ouverture du mariage et de l'adoption aux couples de même sexe de « réforme de caprice » et de « dessein qui va contre la nature ». Caroline Cayeux répond : « Oui, à l'époque, je maintiens évidemment mes propos », ajoutant : « Je vais vous dire, quand même, que j'ai beaucoup d'amis parmi tous ces gens-là. Franchement, c'est un mauvais procès qu'on me fait, et cela m'a beaucoup contrariée ». Ces propos, et notamment l'emploi du terme « ces gens-là » pour qualifier les personnes homosexuelles sont jugés homophobes et donnent lieu à des rapides et vives réactions de la part du monde politique, y compris du côté de son ancienne famille politique de droite, avec notamment un tweet à charge de la part du député LR Éric Ciotti, et jusque dans la majorité présidentielle.
Face à l'ampleur du tollé médiatique, Caroline Cayeux publie, quelques heures seulement après son interview, un tweet dans lequel elle dit regretter ses propos, regrets agrémentés d'excuses qu'elle formule de nouveau le 15 juillet dans un entretien accordé au Parisien.
La polémique continue pendant plusieurs semaines, alimentée notamment par des critiques formulées à son endroit par plusieurs autres membres du gouvernement. Ainsi, le 13 juillet, Clément Beaune, ministre délégué chargé des Transports pointe « des propos extrêmement blessants », tandis qu'Olivier Véran, ministre délégué chargé du Renouveau démocratique et porte-parole du Gouvernement estime que ses propos sont « anachroniques ». En outre, le 17 juillet, le Journal du dimanche publie une tribune dans laquelle une centaine de personnalités dénoncent les propos de Caroline Cayeux, allant jusqu'à poser la question d'une procédure judiciaire à son encontre. Parmi les signataires de cette tribune, on retrouve des personnalités du monde politique comme Manuel Valls, ancien Premier ministre, Joël Giraud, ancien secrétaire d'État chargé de la Ruralité et ancien ministre de la Cohésion des Territoires et des Relations avec les Collectivités territoriales dans le premier quinquennat d'Emmanuel Macron, les députés de la majorité présidentielle David Valence et Quentin Bataillon, les maires d'arrondissements parisiens Ariel Weil (Centre - PS), Florence Berthout (5e - DVD), Jean-Pierre Lecoq (6e - LR), Delphine Bürkli (9e - Horizons) ou encore Sylvain Fort, ancienne plume d'Emmanuel Macron, mais aussi des personnalités du monde de la culture comme Jack Lang, président de l'Institut du monde arabe et ancien ministre de la Culture, l'écrivain Philippe Besson, et des scientifiques comme le psychiatre et psychanalyste Boris Cyrulnik ou encore Aurélie Jean,.
Une plainte pour « injure publique envers un groupe de personnes en raison de leur orientation sexuelle par une personne dépositaire de l’autorité publique » est déposée par plusieurs associations de défense des droits LGBTI+, mais elle est rapidement classée sans suite pour infraction insuffisamment caractérisée.

#### Démission
Le 28 novembre 2022, Caroline Cayeux annonce avoir présenté au président de la République Emmanuel Macron et à la Première ministre Élisabeth Borne sa démission de ses fonctions de ministre déléguée, qu'elle justifie par sa volonté de ne pas « gêner l'action du Gouvernement », dans la mesure où la Haute Autorité pour la transparence de la vie publique (HATVP) « persiste à mettre en doute » sa « sincérité » quant à sa déclaration de patrimoine, que l'autorité juge « sous-évaluée ».
Le lendemain, la Haute Autorité pour la transparence de la vie publique annonce avoir « décidé d'informer le procureur de la République de faits susceptibles de caractériser des infractions pénales », à savoir une « évaluation mensongère de patrimoine » ainsi qu'une « fraude fiscale ».
Deux biens en particulier sont en cause : d'une part, la résidence principale de Caroline Cayeux, un appartement situé au 1, place de l'Alma, dans le 16e arrondissement de Paris, dans un immeuble haussmannien avec vue sur la tour Eiffel et pour lequel la HATVP soupçonne une sous-évaluation d'environ 2 500 000 euros ; d'autre part, une résidence secondaire à Dinard (Ille-et-Vilaine), pour laquelle la HATVP parle d'une sous-évaluation de 1 500 000 euros. Concernant l'appartement du 1, place de l'Alma en particulier, la HATVP fonde ses soupçons sur le fait que Caroline Cayeux ait cédé plusieurs biens à la même adresse pour un prix au m2 très nettement supérieur à celui déclaré dans sa déclaration de patrimoine.
Dans un communiqué à l'AFP, les avocats de Caroline Cayeux, Édouard de Lamaze et Myriam Mayel, indiquent que leur cliente conteste l'évaluation de son patrimoine faite par la HATVP, arguant notamment qu' « un désaccord (...) sur la valeur du mètre carré d'un appartement ne constitue évidemment pas une infraction pénale. »,.
Selon un élu, Caroline Cayeux « faisait partie des élus qui s'étaient opposés à la publication en ligne de son patrimoine. Pour le connaître, il fallait se rendre en préfecture et le demander ». Selon son entourage, Caroline Cayeux, qui jouissait d'un « capital sympathie important » à Beauvais, « ne tenait pas particulièrement à montrer aux Beauvaisiens qu'elle avait beaucoup d'argent ».
Caroline Cayeux est remplacée dans ses fonctions ministérielles par Dominique Faure, jusqu'alors secrétaire d'État chargée de la Ruralité comme ministre déléguée auprès du ministre de l'Intérieur et de l'Outre-mer, chargée des Collectivités territoriales et auprès du ministre de la Transition écologique et de la Cohésion des territoires, chargée de la Ruralité,,,.

## Enquête judiciaire
À la suite de la saisine du procureur de la République par la Haute autorité pour la transparence de la vie publique (HATVP) fin novembre 2022, le Parquet de Paris ouvre le 5 décembre suivant une enquête préliminaire « des chefs de déclaration de patrimoine incomplète ou mensongère auprès de la Haute Autorité pour la transparence de la vie publique [HATVP] et de blanchiment de fraude fiscale ». La HATVP estimait que son patrimoine avait été sous-évalué de 3,9 millions d’euros. Elle subit en parallèle un redressement fiscal de 50 000 euros,.
Début juin 2023, le journal Libération révèle qu’au mois de janvier précédent, Caroline Cayeux a procédé à une réévaluation à la hausse de son patrimoine, l’estimant désormais à 24,4 millions d’euros.

## Distinctions
Le 31 décembre 2004, Caroline Cayeux est nommée au grade de chevalier dans l'ordre national de la Légion d'honneur au titre de « maire, présidente d'un centre communal d'action sociale ; 34 ans de services civils, d'activités sociales et de fonctions électives ». Elle est faite chevalier de l'ordre le 25 avril 2005 par François Fillon, alors ministre de l'Éducation nationale ; puis promue au grade d'officier dans l'ordre le 31 décembre 2019 au titre de « maire de Beauvais (Oise) ».
Le 14 novembre 2008, elle est nommée au grade d'officier dans l'ordre national du Mérite au titre de « maire de Beauvais ( Oise ) ; 38 ans de services civils et de fonctions électives ». Elle est faite officier le 21 septembre 2009 par Éric Woerth.
Le 18 décembre 2020, elle est nommée au grade d'officier dans l'ordre des Arts et des Lettres au titre de « Maire de Beauvais, présidente de Villes de France ».
Le 14 août 2023, lui est attribuée par arrêté ministériel la médaille de la sécurité intérieure, échelon argent, dans le cadre d'une promotion exceptionnelle « Ukraine ».